# Cornelia van der Gon
Cornelia van der Gon (* 23. November 1644 in Haarlem; † 25. Januar 1701 in Amsterdam) war eine niederländische Kunstsammlerin und Herstellerin von Puppenhäusern.

## Leben
Cornelia van der Gon wurde am 23. November 1644 in Haarlem geboren. Ihr Vater war der Gastwirt Evert Claesz. van der Gon (1607?–1667) und ihre Mutter Cornelia van Deijl (1607?–1662). Sie war das jüngste Kind der Familie und hatte fünf Brüder und eine Schwester. Nach dem Tod des Vaters, der in Haarlem die wenig einträgliche Gaststätte „Oude Doelen“ besaß, zog Cornelia van der Gon nach Amsterdam. Dort wurde sie die Haushälterin des Architekten Adriaan Dortsman (ca. 1636–1682). Dieser hatte unter anderem die lutherische Kirche und das ehemalige Hospiz Wallon an der Singel entworfen. Vermutlich um 1680 fing Cornelia van der Gon an, Puppenhäuser zu bauen. Auch Dortsmann trug zu den Puppenhäusern bei, so zeigen einige erhaltene Details seine stilistische Handschrift.
Dortsman starb 1682 und anderthalb Jahre später am 26. März 1684 in Diemen heiratete Cornelia van der Gon den drei Jahre jüngeren Porträtmaler David van der Plaes. Er porträtierte unter anderem Joanna Koerten und Adriaan Dortsman. Bei ihrer Heirat gab Cornelia ihr Alter, vielleicht versehentlich, als ein Jahr jünger, mit 38 Jahren an, als sie eigentlich war. Das Paar, das nicht in Gütergemeinschaft verheiratet war, zog in ihr Haus an der Amstel. David van der Plaes trug auch zu den Puppenhäusern bei. Er war für die dekorative Malerei verantwortlich, während der Landschaftsmaler Jan Wijnants einige Wandgemälde schuf.
Im Alter von 56 Jahren starb Cornelia van der Gon am 25. Januar 1701 in Amsterdam. Sie wurde in der Oosterkerk begraben, in einem Grab, welches Adriaan Dortsman, der das Innere der Kirche entworfen hatte, für sich und seine Erben gekauft hatte.

## Puppenhäuser

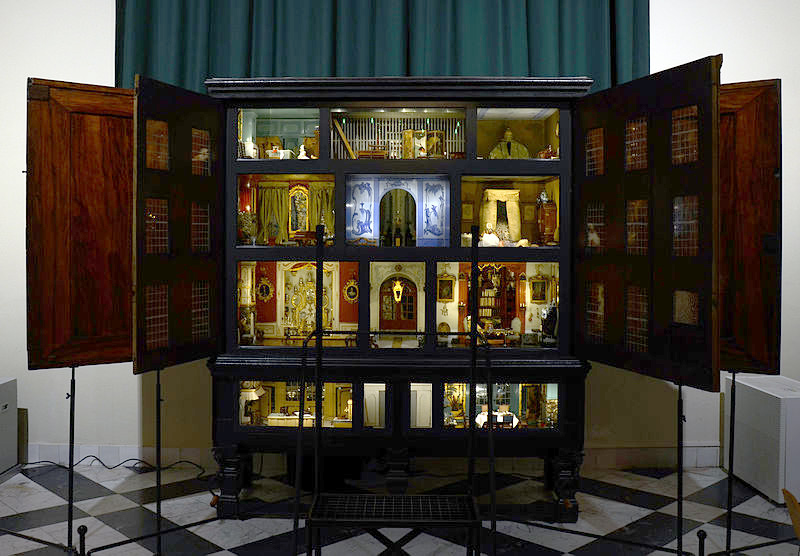
Puppenhaus von Sara Rothé, mit Teilen aus dem Puppenhaus von Cornelia van der Gon

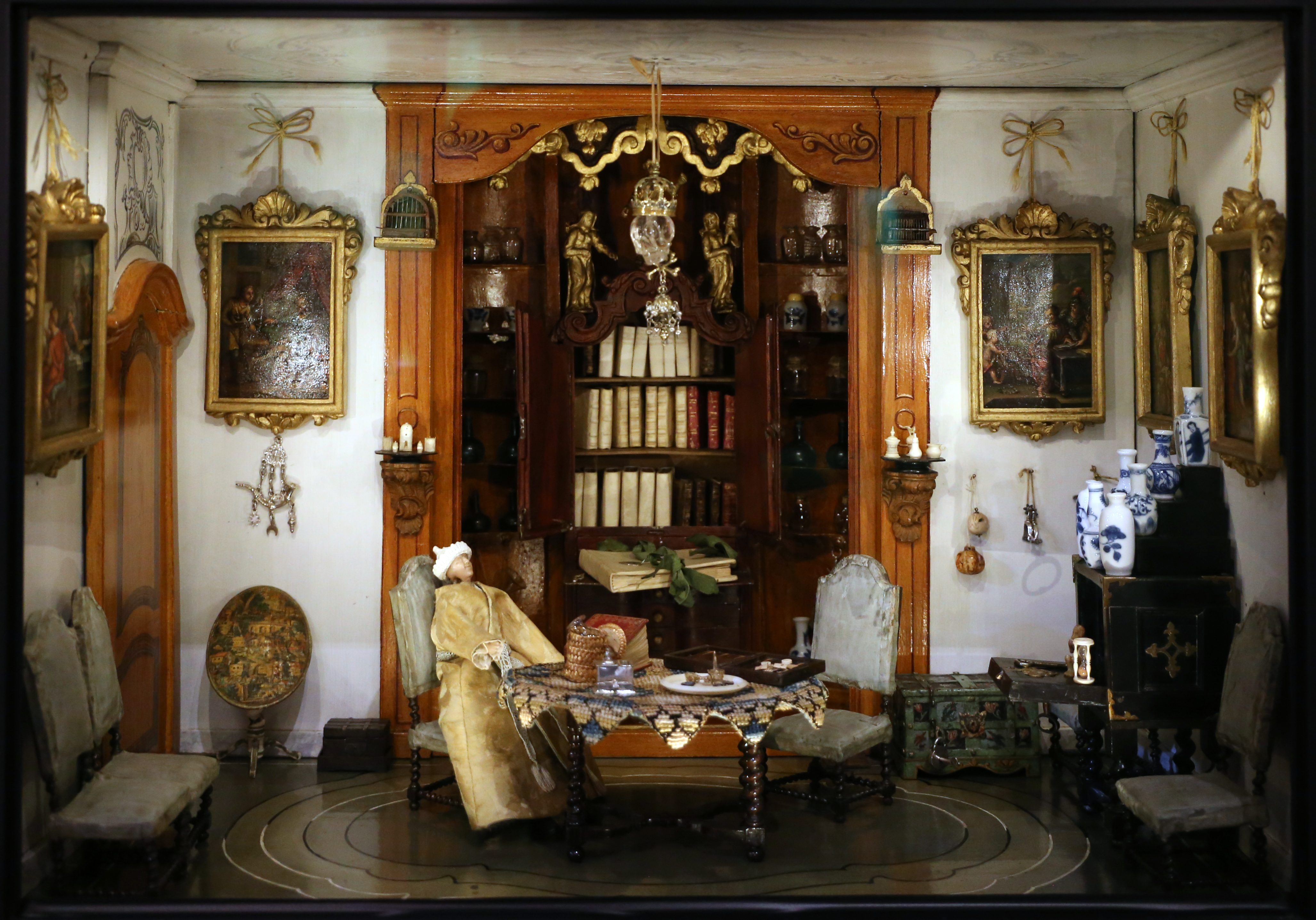
Ein Zimmer im Puppenhaus Frans Hals Museum

Nachdem ihr Mann David van der Plaes im Jahr 1704 gestorben war, wurden ihre Puppenhäuser versteigert. Bereits zuvor waren sie 1700 und 1703 erfolglos zum Verkauf angeboten worden. Für den Versuch des Verkaufs hatte David van der Plaes am 23. August 1703 im Amsterdamer Courant eine Anzeige aufgegeben, in der die Puppenhäuser als „seit vielen Jahren bekannten Kabinette“, wie folgt beschrieben worden waren: „elf möblierte Zimmer, wie sie etwa in einem Königshaus vorhanden sind. Unterteilt in Vorderhaus-, Neben-, Entbindungs- und Begleitzimmer; dann Porzellan- und Prunkzimmer, Küche, Dachboden und andere Räume, jedes nach Bedarf reich ausgestattet und merklich in der Einrichtung, Wohlbefinden wie sonst verbessert und jetzt so elegant und natürlich, wie es jemals auf der Welt gesehen wurde.“
Die Puppenhäuser gelangten bei der Versteigerung im September 1704 in den Besitz des Lederkäufers Johannes Wijmershoff und seiner Frau Rachel van Dantsich. Ihre Erben stellten sie im April 1743 erneut zur Versteigerung. In einer Anzeige im Amsterdamse Courant vom 2. April hieß es, zwei der drei zur Versteigerung stehenden Puppenhäuser seien „unter der Aufsicht und Leitung des Malers David van der Ruimte hergestellt“ worden. Sara Rothé, die Frau eines wohlhabenden Amsterdamer Kaufmanns, erwarb die Häuser bei dieser Auktion. Sie bewahrte sie jedoch nicht in der bisherigen Form, sondern baute sie ab, um aus den Teilen ihre eigenen Puppenhäuser zu bauen. Anhand eines vorhandenen Notizbuchs lässt sich ermitteln, welche Gegenstände und Räume Sara Rothé in ihr erstes Puppenhaus eingebaut hat. Für jedes Original-Puppenhaus wurde eine eigene Liste aller Puppenwaren erstellt. So scheinen beispielsweise die Wandgemälde, das Silber und der Spiegel im Musikzimmer und fast das gesamte Entbindungszimmer in Sara Rothés erstem Puppenhaus von Cornelia van der Gon zu stammen.
Das erste Puppenhaus von Sara Rothé ist im Haags Gemeentemuseum ausgestellt. Auch das zweite Puppenhaus enthält Teile aus den Puppenhäusern von Cornelia van der Gon, etwa das Vorderhaus und einen Schrank im Arztzimmer. Es ist im Frans Hals Museum in Haarlem ausgestellt. Trotz der Fülle an Informationen können die ursprünglichen Puppenhäuser von Cornelia van der Gon nicht mehr rekonstruiert werden.